# Échenilleur à épaulettes jaunes
Campephaga flava
Espèce
Répartition géographique
Statut de conservation UICN

 LC  : Préoccupation mineure
L’Échenilleur à épaulettes jaunes (Campephaga flava) est une espèce d’oiseaux de la famille des Campephagidae.
Selon la classification de référence du Congrès ornithologique international (15.1, 2025) c'est une espèce monotypique.

## Répartition

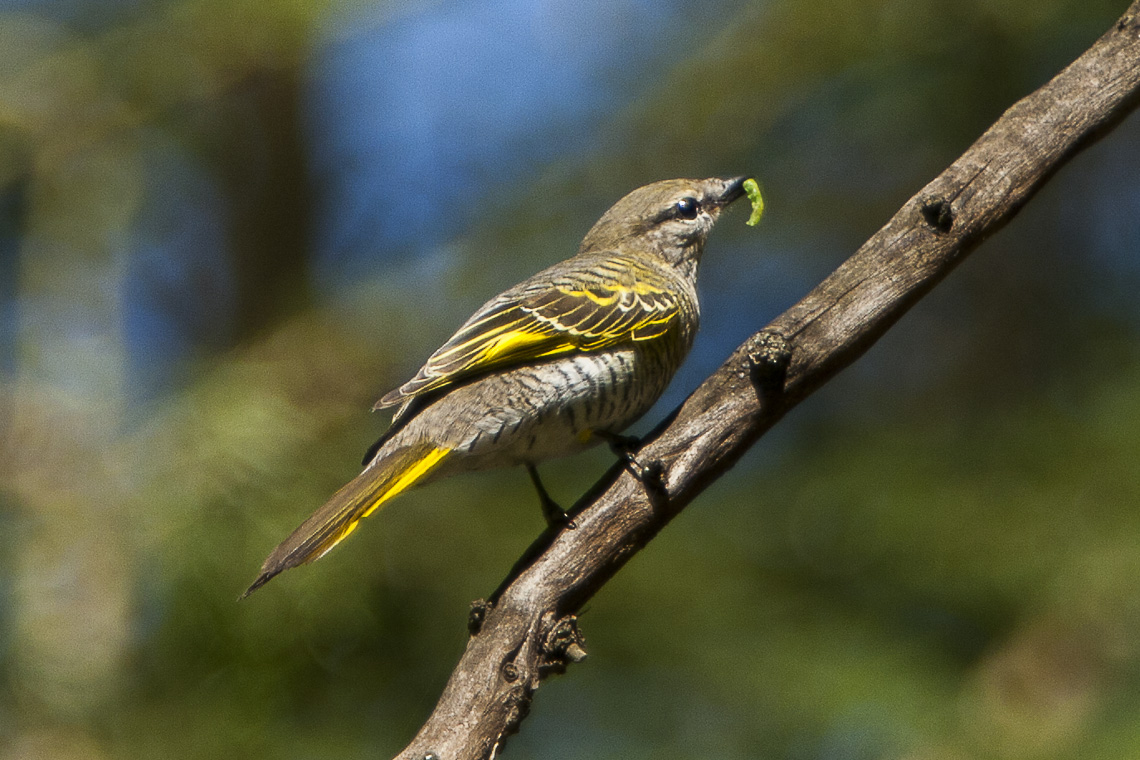
Une femelle mangeant une chenille.

Il fréquente la savanne et forêt clairsemées d'Afrique subsaharienne.